# Ginasservis
Ginasservis är en kommun i departementet Var i regionen Provence-Alpes-Côte d'Azur i sydöstra Frankrike. Kommunen ligger i kantonen Rians som tillhör arrondissementet Brignoles. År 2022 hade Ginasservis 2 036 invånare.

## Befolkningsutveckling
Antalet invånare i kommunen Ginasservis
| Referens: INSEE |